# Redigobius balteatus
Redigobius balteatus е вид бодлоперка от семейство Попчеви (Gobiidae). Видът не е застрашен от изчезване.

## Разпространение и местообитание
Разпространен е в Австралия (Куинсланд и Северна територия), Индонезия, Коморски острови, Мадагаскар, Малайзия, Микронезия, Мозамбик, Нова Каледония, Палау, Папуа Нова Гвинея, Соломонови острови, Тайланд, Филипини, Шри Ланка и Япония.
Среща се на дълбочина от 0,3 до 10 m, при температура на водата от 28,7 до 29 °C и соленост 34,1 – 34,2 ‰.

## Описание
На дължина достигат до 3,8 cm.
Популацията на вида е стабилна.